# Vanke
China Vanke ist ein 1984 gegründetes chinesisches Unternehmen mit Sitz in Shenzhen.
Das Unternehmen ist das größte Immobilienunternehmen der Volksrepublik China. Aktueller Chairman of the board ist YU Liang.
Mit einem Umsatz von 36,6 Mrd. US-Dollar, bei einem Gewinn von 4,2 Mrd. USD, steht China Vanke laut den Forbes Global 2000 auf Platz 133 der weltgrößten Unternehmen (Stand: Geschäftsjahr 2017). Das Unternehmen kam Mitte 2018 auf eine Marktkapitalisierung von ca. 44 Mrd. USD.